# Kiekut (métro de Hambourg)
Kiekut (en allemand : U-Bahnhof Kiekut) est une station de la ligne U1 du métro de Hambourg. Elle se situe dans la commune de Großhansdorf, dans le Schleswig-Holstein.

## Situation sur le réseau

Plans des lignes
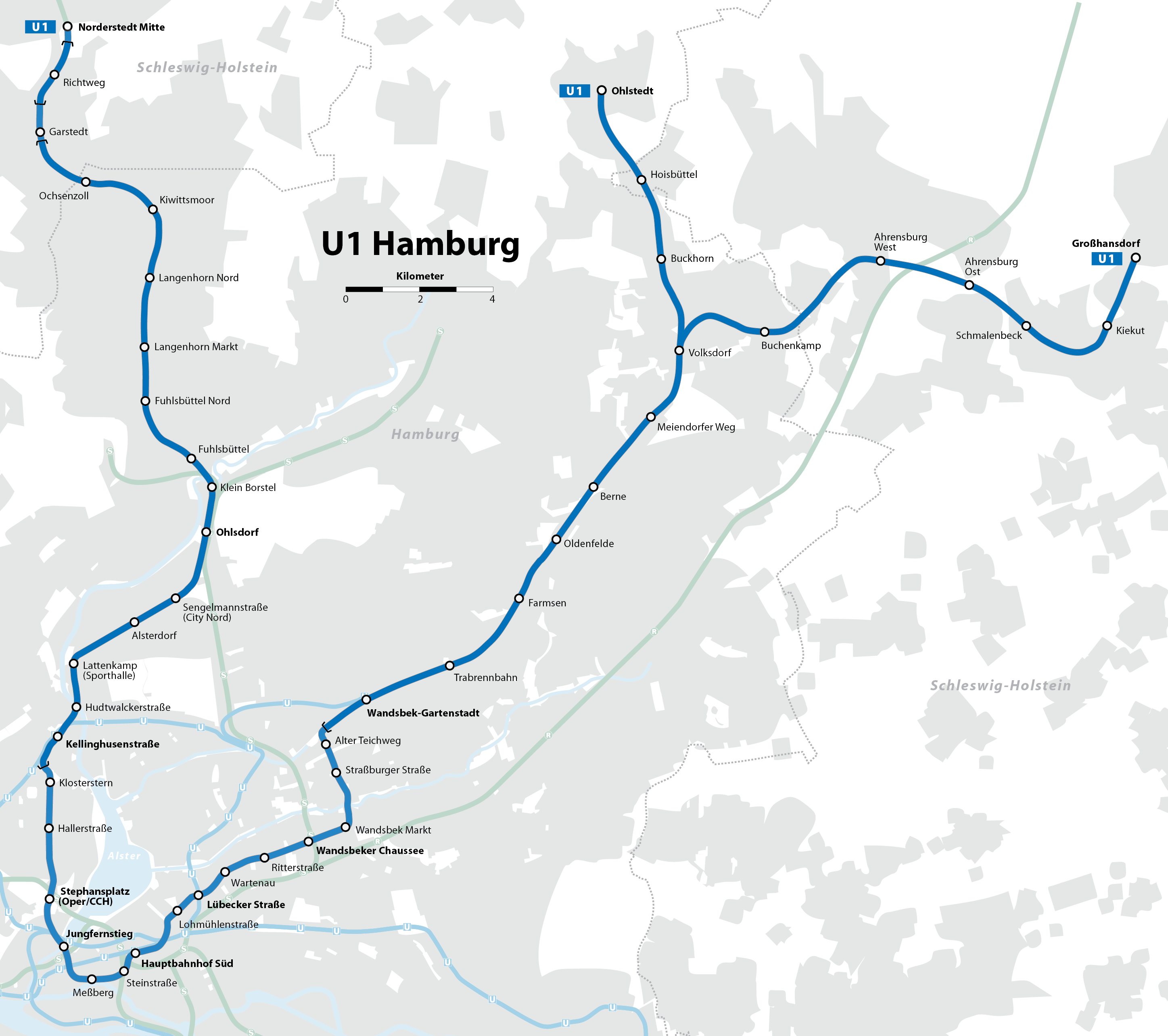
Ligne U1.

## Histoire
La station est construite vers 1915 sur la base d'un projet d'Eugen Göbel, mais n'est pas encore opérationnelle lorsque le trafic de trains électriques commence sur la succursale de Großhansdorf en 1921, elle n'ouvre qu'un an plus tard, à cette époque encore sans bâtiment de gare. La voie qui fut démontée pour fabriquer des rails électriques après la Première Guerre mondiale n'est pas refaite, c'est pourquoi la circulation ferroviaire n'a lieu que sur une seule voie depuis son ouverture.
L'entrée est remaniée en 1954 et 1994.

## Services aux voyageurs

### Accès et accueil
La station dispose d'un quai central d'environ 120 m de long dans la tranchée. Elle se situe à quelques mètres au sud de la rue "Bei den Rauhen Bergen", la tranchée est accessible par un pont au-dessus d'elle. L'accès se fait à l'extrémité nord du quai sur la rue Barkholt.
L'installation n'est pas accessible aux personnes à mobilité réduite et aucune rénovation n'est prévue en raison du faible nombre de passagers.

### Intermodalité
La station est en correspondance avec les lignes de bus 369, 376, 764, 776.